# Lycette Darsonval

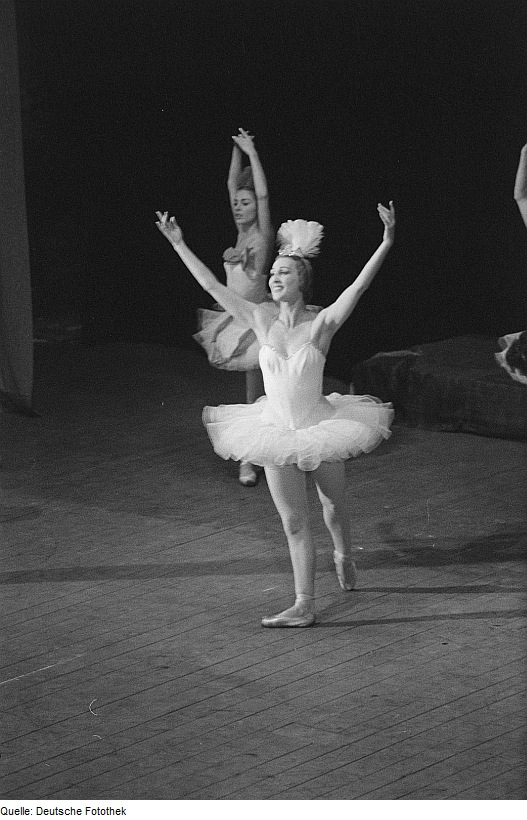
Lycette Darsonval (1954)

Lycette Darsonval, właśc. Alice Perron (ur. 12 lutego 1912 w Coutances, zm. 1 listopada 1996 w Saint-Loubès) – francuska tancerka.
W latach 1940–1953 była primabaleriną opery w Paryżu, grała główne role w baletach klasycznych, m.in. Giselle Adolphe Adama, Odetta-Odylia - Jezioro łabędzie Piotra Czajkowskiego, a także współczesnych, głównie w dziełach Lifara. W latach 1957–1959 była dyrektorem szkoły baletowej opery w Paryżu, a od 1962 pedagogiem w konserwatorium muzycznym w Nicei.